# Zürcherisches Singinstitut
Das Zürcherische Singinstitut war eine 1805 von Hans Georg Nägeli gegründete Chorschule, die zunächst einen gemischten Chor betrieb. Später kamen noch ein Kinderchor und 1808 ein Harfe spielender Töchterchor hinzu. 1810 etablierte Nägeli hier den weltweit ersten Männergesangverein.
Das Singinstitut griff die Idee des Volksgesangs in der 1754 von Johannes Schmidlin in Wetzikon gegründeten Singgesellschaft auf, den Nägelis Vater geleitet hatte. Als solcher orientierte sich das Institut (im Gegensatz zur wenig früher gegründeten Sing-Akademie zu Berlin und Berliner Liedertafel) an den Volksgesangslehren von Heinrich Pestalozzi.
Zu Beginn sangen etwa dreissig Personen in einem gemischten Chor. Für diesen komponierte Nägeli eigens Motetten, Rund- und Wechselgesänge; für den wenig später entstandenen Kinderchor schrieb er zwei- und dreistimmige Lieder. 1808 wurde sein erstes vierstimmiges Männerchorlied Klaggesang aufgeführt, was zwei Jahre später zur Gründung eines eigenen Männerchors führte. Ein Jahr später trat dieser an der Tagsatzung erstmals öffentlich auf.
Aus der Pionierarbeit des Singinstitut gingen zahlreiche Lehrwerke Nägelis hervor, u. a. 1810 eine mehrbändige Gesangschule (zusammen mit Michael Traugott Pfeiffer), 1817 eine Gesangbildungslehre für Männerchor und 1832 eine für Frauenchor. Insgesamt komponierte Nägeli über 700 Lieder für die Chöre des Singinstituts.
1823 und 1824 gab Nägeli zahlreiche Vorträge in süddeutschen Städten, was die Bildung der ersten deutschen Gesangvereine begünstigte. Während dieses Auslandsaufenthalts löste sich das Singinstitut wegen innerer Intrigen auf. Auf ihren Grundlagen gründete Nägeli 1826 den Sängerverein der Stadt Zürich (heute Männerchor Zürich).